# 107 Camilla
107 Camilla eller 1938 OG är en asteroid upptäckt 17 november 1868 av den brittiske astronomen Norman Robert Pogson i Madras. Asteroiden har fått sitt namn efter volskern Camilla inom romersk mytologi.
Den tillhör asteroidgruppen Cybele.
Ljuskurvor antyder att nordpolen är riktad mot  (β, λ) = (+51°, 72°) i ekliptiska koordinater. Detta ger att axeln lutar 29°

## S/2001 (107) 1
Alex Storrs med flera hittade 1 mars 2001 en måne med hjälp av rymdteleskopet Hubble. Omloppsbanan lutar 3°, ligger på ett avstånd av 1 235 km från Camilla och omloppstiden är 3,71 dygn.